# Mike Santana
Mark Sanchez (Nova Iorque, 4 de fevereiro de 1991), conhecido pelo nome de ringue Mike Santana ou simplesmente Santana, é um lutador profissional americano. Ele trabalha atualmente para a Total Nonstop Action Wrestling (TNA).
Em 2012, Sanchez, então conhecido como Mike Draztik, formou uma dupla com Angel Ortiz, conhecida como EYFBO, e trabalhou no cenário independente americano por vários anos. Eles conquistaram títulos como o Campeonato de Duplas da AAW, o Campeonato Mundial de Duplas da CZW e o Campeonato de Duplas da HOG. Em 2017, Draztik e Ortiz foram contratados pela TNA, então conhecida como Impact Wrestling, e mudaram seus nomes para Santana e Ortiz, respectivamente. Eles se juntaram a Konnan como membros do Latin American Xchange (LAX) e conquistaram o Campeonato Mundial de Duplas do Impact quatro vezes, mantendo o recorde de mais dias combinados como campeões, com 662 dias e, em determinado momento, o recorde de reinado mais longo com 261 dias. Eles também venceram o Campeonato de Duplas da GFW e unificaram o título com o Campeonato Mundial de Duplas do Impact. Santana e Ortiz deixaram a promoção em 2019 e, logo depois, se juntaram à recém-criada All Elite Wrestling (AEW), onde fizeram parte do grupo de Chris Jericho, The Inner Circle. Após Jericho e Jake Hager se virarem contra eles, Santana e Ortiz se uniram a Eddie Kingston. Santana deixou a AEW em 2024 e retornou à TNA.

## Carreira na luta livre profissional

### Início de carreira (2007–2017)
Sanchez fez sua estreia em 2007. Ele passou os primeiros anos de sua carreira principalmente lutando em Nova Iorque e Nova Jérsei. Em 2012, Sanchez, então conhecido como Mike Draztik, formou uma dupla com Angel Ortiz, conhecida como EYFBO, e trabalhou no cenário independente americano por vários anos. Eles conquistaram títulos como o Campeonato de Duplas da AAW, o Campeonato Mundial de Duplas da CZW e o Campeonato de Duplas da HOG.

### Impact Wrestling (2017–2019)

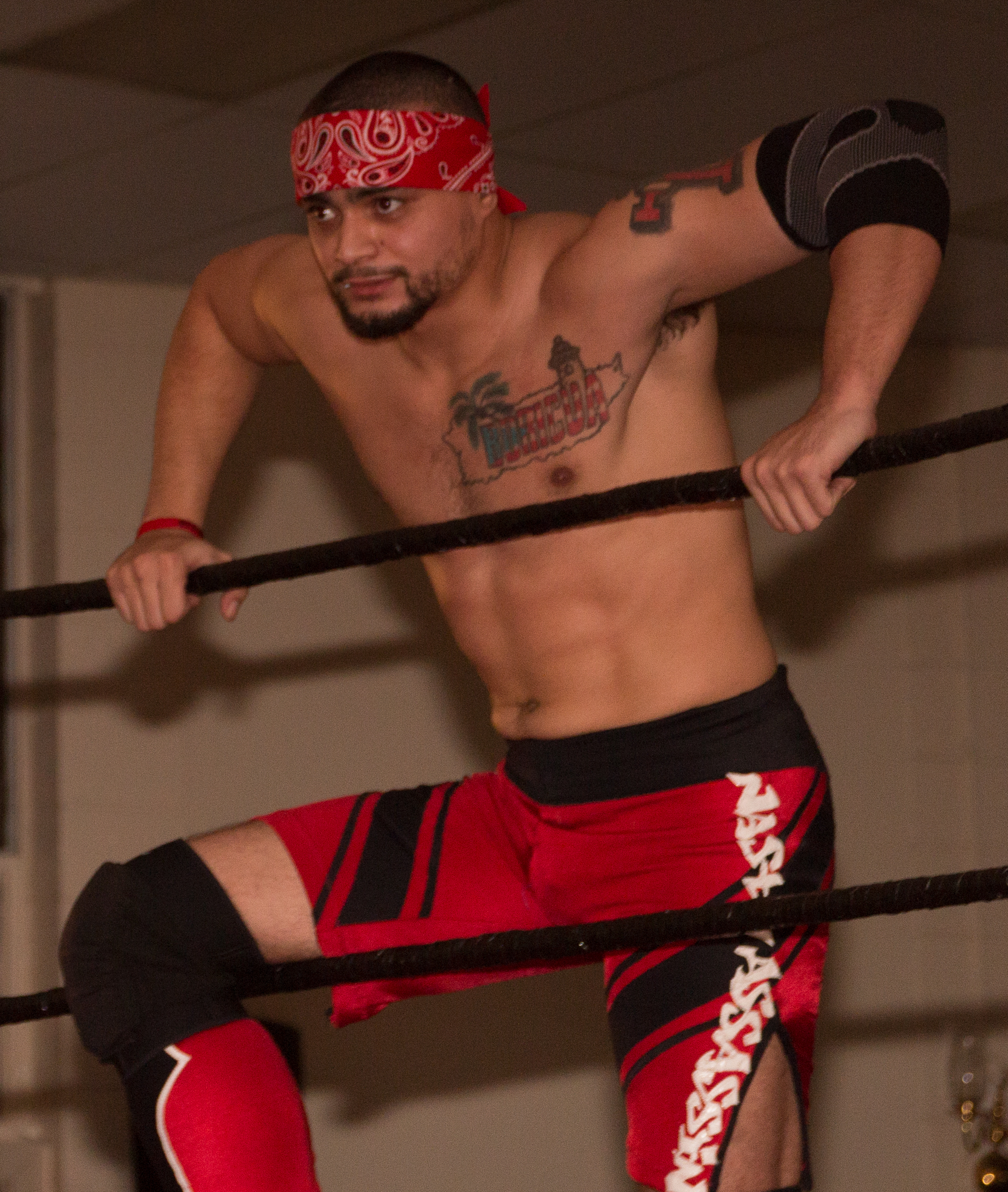
Santana em 2017.

No episódio de 16 de março de 2017 do Impact Wrestling, Sanchez, sob o nome de ringue Santana, fez sua estreia como membro do The Latin American Xchange (LAX), ao lado de Ortiz. Eles se juntaram ao LAX com Homicide, Diamante e o manager Konnan, onde atacaram Decay, Laredo Kid, Garza Jr. e Reno Scum, se inserindo na disputa pelo Campeonato Mundial de Duplas do Impact e estabelecendo-se como heels no processo. No episódio de 30 de março do Impact, Ortiz e Santana derrotaram Decay, Reno Scum e Laredo Kid e  Garza Jr. para conquistar o Campeonato Mundial de Duplas do Impact pela primeira vez. No episódio de 23 de abril do Impact Wrestling, Santana e Ortiz derrotaram Veterans of War (Mayweather e Wilcox) na final de um torneio para conquistar o Campeonato de Duplas da GFW. Em 20 de agosto, no Victory Road, eles perderam o Campeonato de Duplas da GFW para Ohio Versus Everything (OVE). Em 5 de novembro, no Bound for Glory, eles perderam para OVE em uma revanche, com Sami Callihan interferindo em favor do OVE, Jake Crist aplicando um golpe baixo em Ortiz, e o OVE os atacando após a luta, transformando assim o LAX para faces no processo.
No episódio de 4 de janeiro de 2018 do Impact, Santana e Ortiz derrotaram OVE para conquistar o Campeonato Mundial de Duplas do Impact pela segunda vez, antes de perderem o título para Eli Drake e Scott Steiner em 22 de abril, no Redemption. No episódio de 24 de maio do Impact, King se tornou o mais novo membro do LAX. Depois que o líder do grupo, Konnan, foi atacado e Homicide e Diamante desapareceram, King assumiu a liderança da facção e guiou Ortiz e Santana de volta aos títulos de duplas. Em junho, Konnan e Diamante retornaram, ambos demonstrando suspeitas sobre o envolvimento de King com o grupo. No episódio de 5 de julho de 2018 do Impact, Konnan confrontou King, que admitiu que foi ele quem "colocou um contrato" contra Konnan para assumir o controle da facção. King então tentou fazer com que Ortiz e Santana o reconhecessem como o novo líder do grupo, mas eles rejeitaram essa ideia e se mantiveram ao lado do líder original, Konnan. Nesse momento, os ex-membros do LAX, Hernandez e Homicide, retornaram, entrando no ringue e atacando Konnan, Santana e Ortiz. No Bound for Glory, em 14 de outubro, Hernandez e Homicide perderam para Ortiz e Santana em uma luta Concrete Jungle Death.
Em 12 de janeiro de 2019, The Lucha Bros (Pentagón Jr. e Rey Fénix) derrotaram Santana e Ortiz nas gravações de TV no México para conquistar o Campeonato Mundial de Duplas do Impact. Santana e Ortiz recuperaram os títulos no pay-per-view Rebellion, em 28 de abril. Eles mantiveram os títulos até julho, quando os perderam para The North (Ethan Page e Josh Alexander).
Em 8 de julho, foi revelado que Santana e Ortiz logo deixariam o Impact e estavam recebendo propostas tanto da WWE quanto da All Elite Wrestling. Durante as gravações de 9 de agosto, Santana e Ortiz receberam uma despedida do vestiário do Impact. Santana confirmou no dia seguinte que ele e Ortiz estavam, de fato, terminando sua participação no Impact Wrestling.

### All Elite Wrestling (2019–2024)

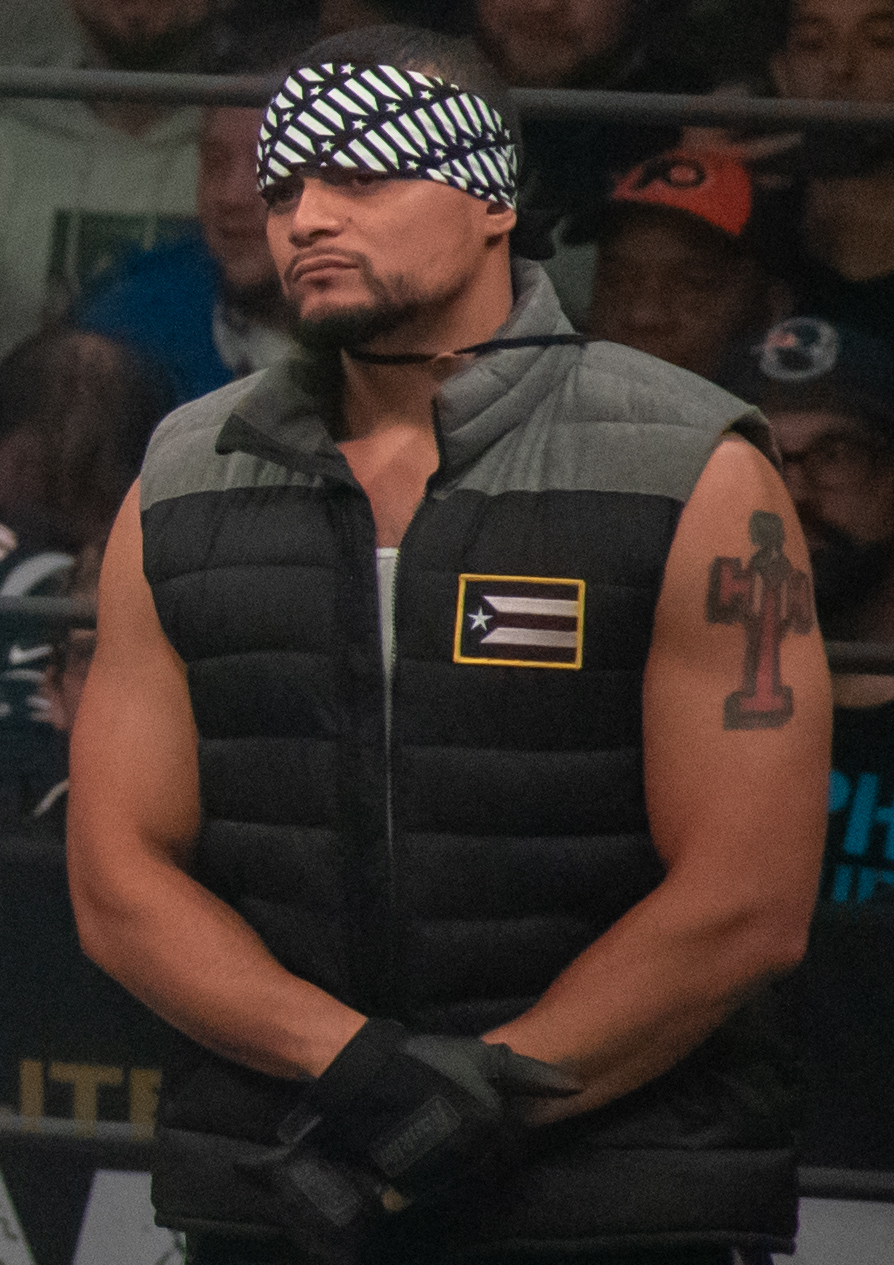
Santana em 2019, como parte do Inner Circle.

Em 31 de agosto de 2019, no All Out, Santana e Ortiz fizeram sua estreia na All Elite Wrestling (AEW), atacando tanto os Lucha Brothers (Pentagón Jr. e Fénix) quanto Nick Jackson após sua luta de escadas de duplas, estabelecendo-se como heels. Em 2 de outubro, no episódio inaugural do Dynamite, eles se uniram a Chris Jericho no evento principal e derrotaram o The Elite (Kenny Omega e The Young Bucks). Liderados por Jericho, formaram subsequentemente, uma nova facção com Sammy Guevara e Jake Hager chamada The Inner Circle. No episódio de 18 de novembro de 2020 do Dynamite, Konnan se reuniu com Santana e Ortiz durante uma festa do Inner Circle em Las Vegas. Em março de 2021, o Inner Circle começou uma rivalidade com o The Pinnacle, o que fez Santana e Ortiz se tornarem faces no processo.
Em 9 de fevereiro de 2022, no episódio do Dynamite, o Inner Circle teve uma reunião de equipe que terminou com Sammy Guevara jogando seu colete e saindo. Foi anunciado posteriormente que Jericho e Hager enfrentariam Santana e Ortiz em uma luta de duplas na semana seguinte, sendo promovida como a luta "The Inner Circle Implodes" (A Implosão do Inner Circle). Em 9 de março de 2022, no episódio do Dynamite, o Inner Circle foi desfeito após Jericho e Hager atacarem Santana e Ortiz e formarem uma aliança com 2point0 e Daniel Garcia. Em 29 de junho de 2022, no evento Blood And Guts, Santana e Ortiz competiram no evento principal, derrotando o Jericho Appreciation Society.
Durante sua ausência, foi relatado que Santana e Ortiz tiveram problemas para trabalhar juntos. Após o retorno da dupla, com a recuperação de Santana de uma lesão, o nome de ringue de Santana foi alterado para Mike Santana. A dupla competiu ao lado do Blackpool Combat Club, perdendo para Kingston, Penta El Zero M e os Best Friends Trent Beretta, Chuck Taylor e Orange Cassidy em uma luta Stadium Stampede no All In, no Wembley Stadium, em 27 de agosto. Após o evento, a dupla se desfez, o que levou a uma luta no Rampage em 27 de outubro, onde Santana derrotou Ortiz. Em março de 2024, o perfil de Santana foi removido do site oficial da AEW, marcando o fim de sua quase cinco anos de permanência na empresa.

### Retorno à Total Nonstop Action Wrestling (2024–presente)
Em 20 de abril de 2024, Santana fez seu retorno à Total Nonstop Action Wrestling (anteriormente conhecida como Impact Wrestling) no evento Rebellion, derrotando Steve Maclin. Em 24 de abril, foi anunciado pela TNA que Santana havia assinado contrato com a promoção. Em junho, Santana começaria uma rivalidade com The System, após eles custarem a Santana a chance de se qualificar para a luta pelo Campeonato Mundial da TNA no Slammiversary. No Slammiversary, Santana derrotou Jake Something. Após o evento, Santana passou a focar totalmente no The System, buscando vingança pelos ataques sofridos. No episódio de 15 de agosto do Impact!, Santana enfrentou Moose, mas foi derrotado. No Emergence, Santana se uniu aos Hardys e a Joe Hendry para enfrentar The System em uma luta de quartetos, mas também foi derrotado. No episódio de 19 de setembro do Impact!, Santana venceu JDC em uma luta Texas Death. Após a luta, Moose atacou Santana, o que levou a uma revanche entre os dois no Bound for Glory. No evento, Santana derrotou Moose, encerrando a rivalidade. No Turning Point, Santana derrotou Frankie Kazarian. No Final Resolution, Santana competiu em uma luta four-way para determinar o desafiante número um ao Campeonato Mundial da TNA, que envolvia Joe Hendry, Steve Maclin e Josh Alexander. No entanto, Hendry venceu a luta.
Após a luta, Santana iniciou uma rivalidade com Josh Alexander, tomando o capacete de Alexander. Depois de derrotar o Northern Armory em uma luta gauntlet e ser atacado pelo grupo, Santana venceu Alexander em uma luta I Quit no Genesis, encerrando a rivalidade. Após o combate, os dois homens se cumprimentaram e Alexander deixou a TNA.

### WWE (2025–presente)
Santana fez sua estreia na WWE em 25 de maio de 2025, na marca de desenvolvimento NXT, durante o Battleground, em um segmento nos bastidores, onde foi confrontado pelo No Quarter Catch Crew (Charlie Dempsey e Tavion Heights). Dois dias depois, no NXT, Santana derrotou Heights em sua estreia oficial nos ringues da WWE.

## Títulos e prêmios
- Beyond Wrestling

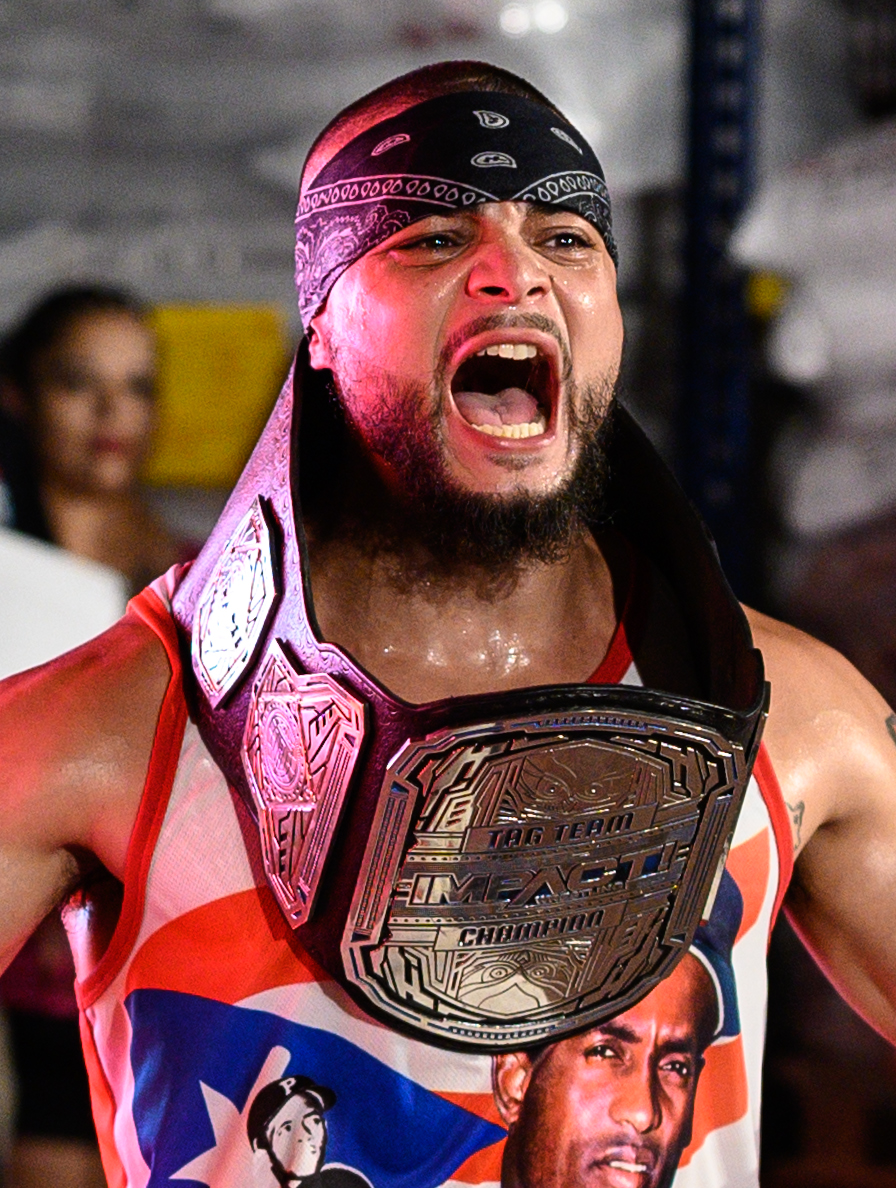
Sanata como campeão mundial de duplas do Impact em 2019.

  - Torneio Greatest Rivals Round Robin  (2016)
- AAW: Professional Wrestling Redefined
  - AAW Tag Team Championship (1 vez) – com Ortiz[44]
- All Elite Wrestling
  - Prêmio Dynamite (3 vezes)
    - "Momento do Ano no PPV (Pay-Per-View) pelo Bleacher Report" (2021) – Luta Stadium Stampede (The Elite vs. The Inner Circle) – Double or Nothing (23 de maio)
    - "Maior Surra" (2021) – The Inner Circle pulando sobre Orange Cassidy – Dynamite (10 de junho) 
    - "Momento Mais Difícil de Limpar Depois" (2021) – (Best Friends vs. Santana e Ortiz) – Dynamite (16 de setembro)
- Combat Zone Wrestling
  - CZW World Tag Team Championship (1 vez) – com Ortiz[45]
- House of Glory
  - House of Glory Heavyweight Championship (1 vez, atual)[46]
  - HOG Tag Team Championship (3 vezes) – com Ortiz[47]
- Impact Wrestling
  - Campeonato de Duplas da GFW (1 vez) – com Ortiz[48]
  - Campeonato Mundial de Duplas do Impact (4 vezes) – com Ortiz[49]
  - Prêmios de Fim de Ano do Impact (1 vez)
    - Dupla do Ano (2018) – com Ortiz
- Jersey Championship Wrestling
  - JCW Tag Team Championships (1 vez) – com Ortiz[50]
- Greektown Wrestling
  - Greektown Wrestling Championship (1 vez)
- Latin American Wrestling Entertainment
  - LAWE Heavyweight Championship (1 vez, inaugural)[51]
- Pro Wrestling Illustrated
  - Facção do Ano (2021) – com The Inner Circle[52]
  - PWI o colocou na #119ª posição dos 500 melhores lutadores individuais no PWI 500 em 2019[1]
- Pro Wrestling Revolver 
  - PWR Tag Team Championship (1 vez) – com Ortiz[53]
- WrestlePro
  - WrestlePro Tag Team Championship (1 vez) – com Ortiz[54]
- Warriors Of Wrestling
  - WOW Tag Team Championship (1 vez) – com Ortiz[55]
- World Wrestling League
  - WWL World Tag Team Championship (1 vez) – com Ortiz[56]